# Beta (planta)

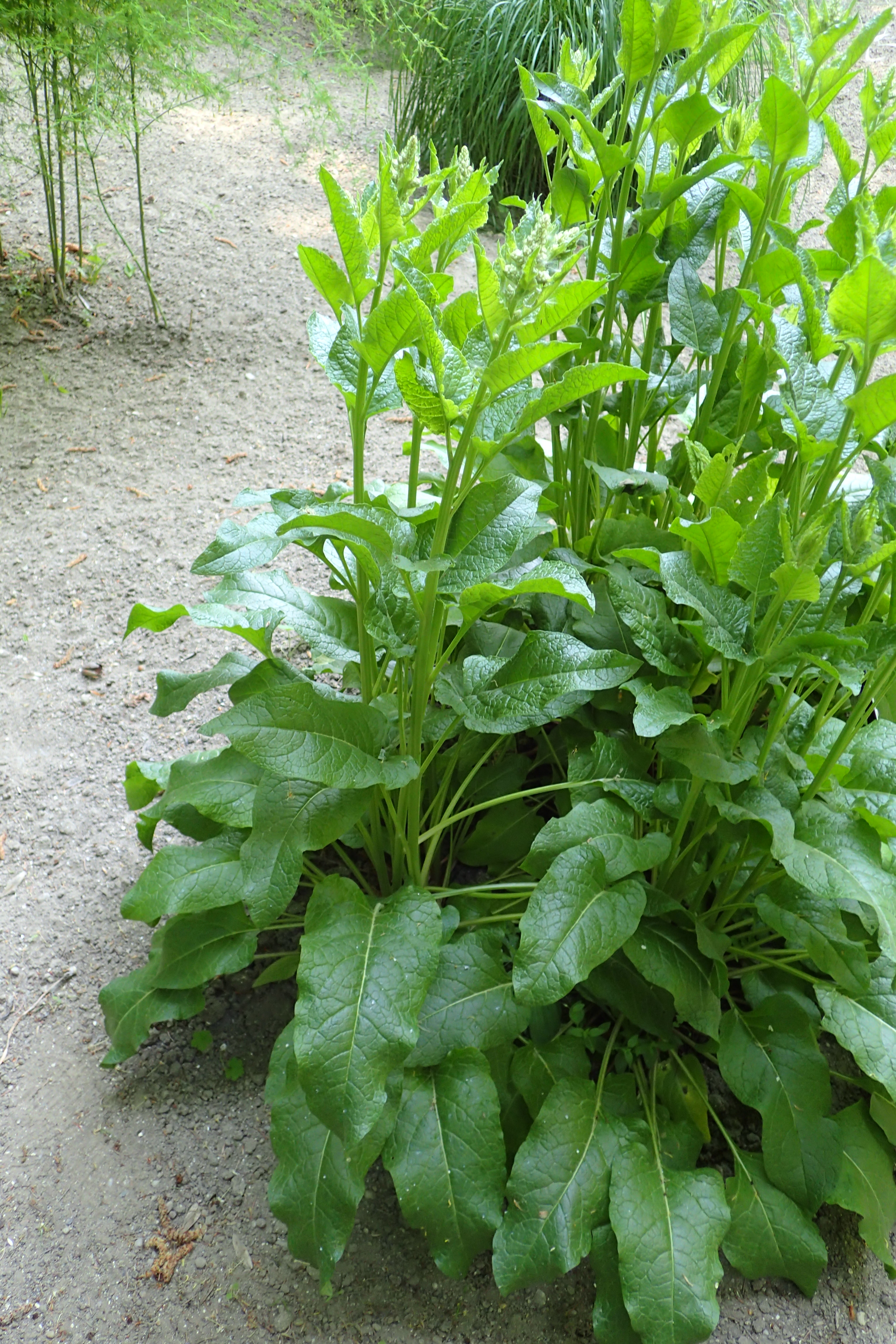
Beta trigyna

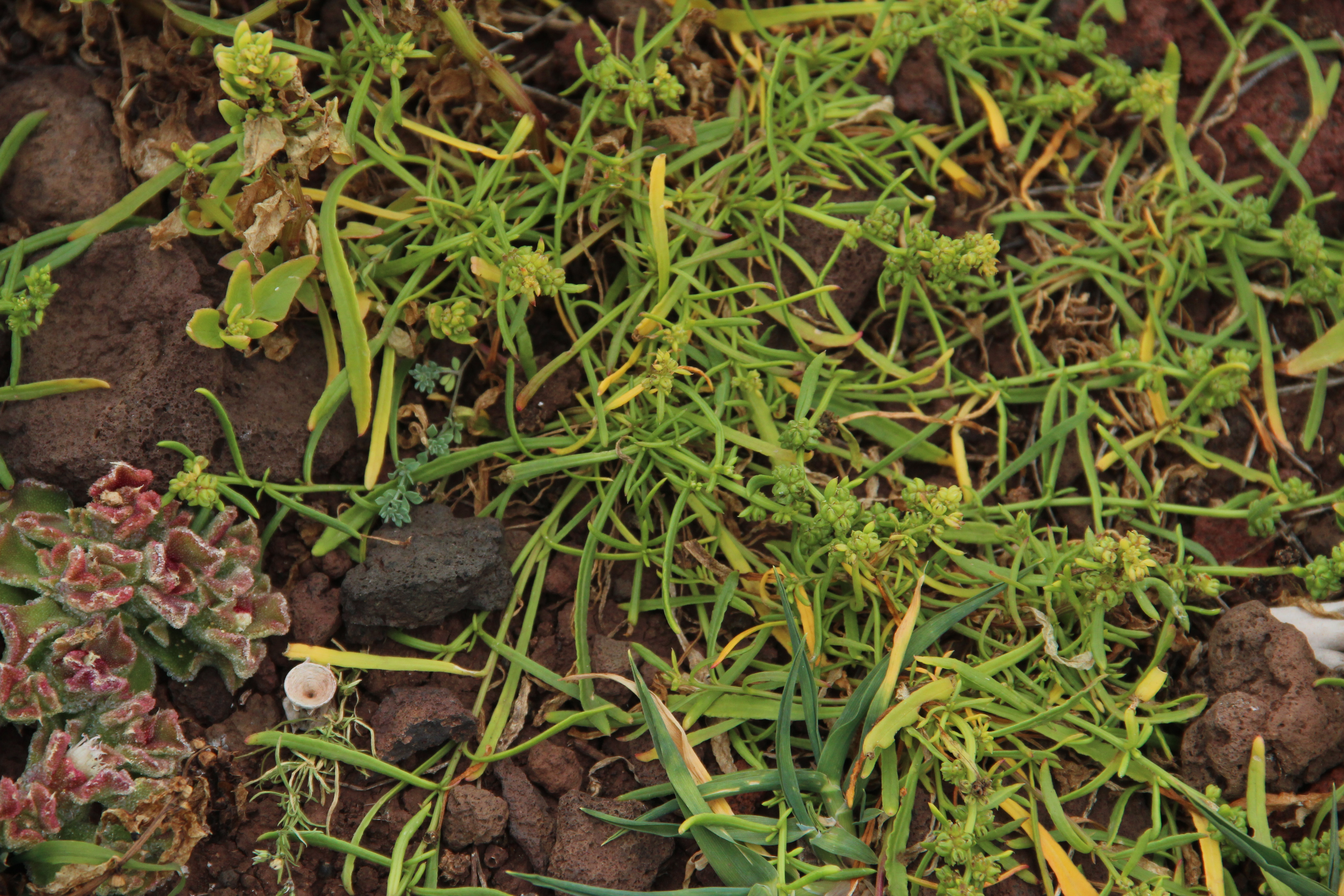
Beta patula

Beta és un gènere de plantes angiospermes de la família de les amarantàcies (Amaranthaceae), encara que tradicionalment pertanyia a l'antiga família de les quenopodiàcies. Són plantes natives de la Mediterrània i del sud-oest d'Àsia.

## Descripció
Són plantes herbàcies, de fulles alternades i peciolades, les flors són hermafrodites i agrupades en inflorescències, el periant és format per cinc tèpals, al gineceu l'ovari és semi-ínfer amb 2 o 3 estigmes i a l'androceu hi ha cinc estams.

## Taxonomia
Aquest gènere va ser publicat per primer cop l'any 1753 al primer volum de l'obra Species Plantarum de Carl von Linné (1707-1778).

### Espècies
Dins del gènere Beta es reconeixen les 10 espècies següents:
- Beta corolliflora Zosimovic ex Buttler
- Beta lomatogona Fisch. & C.A.Mey.
- Beta macrocarpa Guss.
- Beta macrorhiza Steven
- Beta nana Boiss. & Heldr.
- Beta palonga R.K.Basu & K.K.Mukh.
- Beta patula Aiton
- Beta trigyna Waldst. & Kit.
- Beta trojana Pamukç. ex Aellen
- Beta vulgaris L.